# Idaea alutaceata
Idaea alutaceata är en fjärilsart som beskrevs av Charles E. Rungs 1945. Idaea alutaceata ingår i släktet Idaea och familjen mätare. Inga underarter finns listade i Catalogue of Life.